# Serena-Maneesh
Serena-Maneesh (pisane też jako Serena Maneesh lub skracane do S-M) – norweski zespół indie rockowy, założony w 1999 roku w Oslo przez lidera Emila Nikolaisena, który dobiera często zmieniających się współpracowników. Zespół wydał do tej pory dwie płyty długogrające, nawiązujące do tradycji nurtu shoegaze, ale też do muzyki elektronicznej i popowej.
Główną postacią jest Emil Nikolaisen, który tworzy większość materiału grupy. Wśród inspiracji wymienia on The Velvet Underground, My Bloody Valentine, Amon Düül, The Stooges, Swans, Spacemen 3, Spiritualized, Stereolab, Royal Trux, Neu! i Antonio Carlos Jobim. W 2005 zespół występował jako support dla zespołu The Dandy Warhols, rok później występowali przed Oasis. W 2007 supportowali Nine Inch Nails podczas japońsko-australijskiej części ich trasy koncertowej.
Ich debiutancki album o eponimicznej nazwie ukazał się w Norwegii jesienią 2005 nakładem HoneyMilk, w 2006 roku po przejściu pod skrzydła Playlouder (część Beggars Records Group) album wydano w innych miejscach świata, przede wszystkim w Europie i USA.
Serena Maneesh 2: Abyss in B Minor, druga płyta, ukazała się w marcu 2010 dzięki niezależnej wytwórni 4AD. Nikolaisen nazwał go "rock’n’rollową aleją magii"

## Członkowie
Obecni członkowie
- Emil Nikolaisen – wokal, gitara
- Ådne Meisfjord – instrumenty elektroniczne

Byli lub powiązani członkowie
- Hilma Nikolaisen – gitara basowa
- Øystein Sandsdalen – gitara
- Tommy Akerholdt – bębny
- Lina (Holmstroem) Wallinder – wokal, perkusja, organy
- Sondre Tristan Midttun – gitara
- Håvard Krogedal – organy, skrzypce
- Eivind Schou – wiolonczela
- Anders Møller – perkusja
- Einar Lukerstuen – bębny
- Ann Sung-An Lee – wokal, perkusja, organy
- Marcus Forsgren – bas
- Jennifer P. Fraser – bas
- Marco (Hautakoski) Storm – bębny

## Dyskografia

### Albumy
- 2005: Serena-Maneesh
- 2010: S-M 2: Abyss In B Minor (4AD)

### Single i EP-ki
- 2002: Fixxations (EP)
- 2005: Zurück: Retrospectives 1999–2003 (EP, HoneyMilk)
- 2006: Drain Cosmetics (SP, Playlouder)
- 2006: Sapphire Eyes (SP, Playlouder)
- 2010: Ayisha Abbys (SP, 4AD)